# IC 665
IC 665 ist eine Galaxie vom Hubble-Typ S im Sternbild Becher südlich des Himmelsäquators. Sie ist schätzungsweise 190 Millionen Lichtjahre von der Milchstraße entfernt.
Das Objekt wurde am 13. März 1893 vom französischen Astronomen Stéphane Javelle entdeckt.